# Nahr Isa
Nahr Issa (oficialment Nahr Issa ibn Alí) era un dels quatre canals de Bagdad a l'edat mitjana; els altres tres eren el nahr al-Màlik, el nahr as-Sarsar i el nahr as-Sarat. Desaigua al Tigris a l'oest de la ciutat després de regar un districte anomenat Firuz Sabur. Derivava de l'Eufrates i podia ser navegat per vaixells grans. Fou construït vers el 925 i marcava el límit sud de Bagdad. No en queda rastre.